# Vespúcio de Abreu
João Vespúcio de Abreu e Silva, mais conhecido como Vespúcio de Abreu (Porto Alegre, 2 de dezembro de 1869 — 18 de maio de 1945) foi um militar, professor e político brasileiro.
Foi senador pelo Estado do Rio Grande do Sul entre 1920 e 1930, além de deputado estadual e deputado federal, o último desses mandatos entre 1935 e 1937, durante o primeiro período constitucional de Getúlio Vargas.